# Ronda de Palencia

La Ronda de Palencia es el conjunto de las autovías A-67 y A-65, transcurre por el este , norte y sur de Palencia y en un posible cierre teniendo parte oeste y sur posiblemente pasaría a llamarse P-30.

## Estado de los tramos
| Tramo                                              | Nombre del tramo | Estado (2010)      | km  |
| -------------------------------------------------- | ---------------- | ------------------ | --- |
| Villamuriel de Cerrato(Enlace P-11) - Enlace A-610 | Tramo Sur        | En servicio (A-67) | 6'7 |
| Enlace A-610 - Enlace A-65                         | Tramo Sureste    | En servicio (A-67) | 2'2 |
| Enlace A-65 y A-67 - Enlace P-12                   | Tramo Este       | En servicio (A-65) | 3'8 |
| Enlace P-12 - Enlace CL-615 y 613                  | Tramo Noreste    | En servicio (A-65) | 3'8 |
| Enlace CL-615 y CL-613 - Enlace N-610a y N-610     | Tramo Norte      | En servicio (A-65) | 6'7 |

### Salidas en servicio (2010)
| Salida   | Dirección                                 | Carretera enlazada |
| -------- | ----------------------------------------- | ------------------ |
| 6 (A-67) | Palencia Sur - Magaz de Pisuerga - Burgos | A-610              |
| 8 (A-67) | Santander - Osorno la Mayor               | A-67               |
| 2 (A-65) | Palencia Centro - Villalobón - Astudillo  | P-405              |
| 4 (A-65) | Palencia - Santander                      | P-12               |
| 8 (A-65) | Palencia Norte - Grijota - Sahagún        | CL-613             |

- Datos: Q6111942